# Stigmaphyllon nudiflorum
Stigmaphyllon nudiflorum är en tvåhjärtbladig växtart som beskrevs av Friedrich Ludwig Diels. Stigmaphyllon nudiflorum ingår i släktet Stigmaphyllon och familjen Malpighiaceae. Inga underarter finns listade i Catalogue of Life.